# نبردناو کلاس قیصر
نبردناو کلاس قیصر (به انگلیسی: Kaiser-class battleship) یک کلاس از کشتی است که طول آن ۱۷۲٫۴ متر (۵۶۶ فوت) می‌باشد.